# چوب ۱۶۶۰
سیارک ۱۶۶۰ (به انگلیسی: 1660 Wood، نامگذاری:1953GA) هزار و ششصد و شصتمین سیارک کشف شده‌است که در ۷ آوریل ۱۹۵۳ کشف شد.
قدر مطلق سیارک برابر ۱۱٫۹۰ است.